# Муланд (Кентаки)
Муланд (енгл. Moorland) град је у америчкој савезној држави Кентаки.

## Демографија
По попису из 2010. године број становника је 431, што је 33 (-7,1%) становника мање него 2000. године.
| Група             | 2000.       | 2010.       |
| Белци             | 425 (91,6%) | 358 (83,1%) |
| Афроамериканци    | 22 (4,7%)   | 54 (12,5%)  |
| Азијати           | 2 (0,4%)    | 6 (1,4%)    |
| Хиспаноамериканци | 3 (0,6%)    | 6 (1,4%)    |
| Укупно            | 464         | 431         |